# Evi Mittermaier

Evi Mittermaier en 1978

Evi Mittermaier nació el 16 de febrero de 1952 en Munich (Alemania), es una esquiadora retirada que logró 2 victorias en la Copa del Mundo de Esquí Alpino (con un total de 9 podiums).
Es hermana de la que fue también esquiadora, Rosi Mittermaier, ganadora de la General de la Copa del Mundo, y varias veces Campeona Olímpica y Mundial.

## Resultados

### Juegos Olímpicos de Invierno
- 1976 en Innsbruck, Austria
  - Eslalon Gigante: 8.ª
  - Descenso: 13.ª

### Campeonatos Mundiales
- 1974 en St. Moritz, Suiza
  - Descenso: 14.ª
- 1978 en Garmisch-Partenkirchen, Alemania
  - Descenso: 6.ª

### Copa del Mundo

#### Clasificación general Copa del Mundo
- 1974-1975: 35.ª
- 1975-1976: 18.ª
- 1976-1977: 11.ª
- 1977-1978: 12.ª
- 1978-1979: 21.ª
- 1979-1980: 28.ª

#### Clasificación por disciplinas (Top-10)
- 1975-1976:
  - Descenso: 8.ª
- 1976-1977:
  - Descenso: 4.ª
- 1977-1978:
  - Descenso: 4.ª
- 1978-1979:
  - Descenso: 6.ª
- 1979-1980:
  - Descenso: 9.ª

#### Victorias en la Copa del Mundo (2)

##### Descenso (2)
| Fecha                   | Lugar             |
| ----------------------- | ----------------- |
| 16 de diciembre de 1975 | Cortina d'Ampezzo |
| 18 de enero de 1978     | Bad Gastein       |